# Bielewicze (rejon lidzki)
Bielewicze (biał. Белевічы, Bielewiczy; ros. Белевичи, Bielewiczi) – wieś na Białorusi, w obwodzie grodzieńskim, w rejonie lidzkim, w sielsowiecie Krupa.

## Historia
W XIX i w początkach XX w. nazwę Bielewicze nosiły trzy pobliskie wsie. Położone one były w Rosji, w guberni wileńskiej, w powiecie lidzkim, jedna w gminie Lida i dwie w gminie Żyrmuny.
W dwudziestoleciu międzywojennym jedna wieś leżąca w Polsce, w województwie nowogródzkim, w powiecie lidzkim, w gminie Żyrmuny. W 1921 miejscowość liczyła 145 mieszkańców, zamieszkałych w 24 budynkach, wyłącznie Polaków wyznania rzymskokatolickiego.
Po II wojnie światowej w granicach Związku Sowieckiego. Od 1991 w niepodległej Białorusi.